# Silver City, New Mexico
Silver City är en stad (town) i Grant County i delstaten New Mexico i USA. Staden hade 9 704 invånare, på en yta av 26,26 km² (2020). Silver City är administrativ huvudort (county seat) i Grant County.